# Le Bon Roi Dagobert (film, 1984)
Pour les articles homonymes, voir Le Bon Roi Dagobert (homonymie).
Pour plus de détails, voir Fiche technique et Distribution.
Le Bon Roi Dagobert est un film franco-italien réalisé par Dino Risi, sorti en 1984.

## Synopsis
La caravane du roi fainéant (et hédoniste) Dagobert, y compris son souffre-douleur le moine Otarius, est attaquée par des brigands qui massacrent les gardes et violent les femmes.
Dagobert s'échappe et devient un pénitent dans un pèlerinage à Rome, chez le Pape.

## Fiche technique
- Titre original italien : Dagobert
- Titre original français : Le Bon Roi Dagobert
- Réalisation : Dino Risi
- Scénario : Gérard Brach, Agenore Incrocci, Dino Risi
- Production : Manolo Bolognini, Georges Dybman, Renzo Rossellini, Jean-Pierre Rassam, Claude Baks
- Société de production : Filmédis, FR3 Cinéma, Opera Film Produzione, Gaumont, Stand'art, Archimède International
- Musique : Guido et Maurizio De Angelis
- Photographie : Armando Nannuzzi
- Montage : Alberto Gallitti
- Décors : Dante Ferretti
- Costumes : Raffaella Leone, Gabriella Pescucci
- Pays :  France |  Italie
- Genre : Comédie
- Durée : 112 minutes
- Format : couleur
- Date de sortie : 22 août 1984

## Distribution
- Coluche : Dagobert Ier, le roi des Francs
- Ugo Tognazzi : le Pape Honorius Ier et son sosie, l'acteur usurpateur Antrocchius
- Michel Serrault : Otarius, le moine Maître (Maire) du Palais
- Carole Bouquet : la princesse Héméré, fille de l'empereur de Byzance
- Michael Lonsdale : Saint Éloi
- Isabella Ferrari : Chrodielde
- Francesco Scali : Landek, le bouffon
- Sabrina Siani : Berthilde
- Michel Roux : le narrateur en version française (non crédité)
- Venantino Venantini : Démétrius, l'orfèvre de la broche empoisonnée
- Fred Romano : une concubine
- Karin Mai : Nanthilde, la reine des Francs
- Antonio Vezza : Rutilius, le centurion
- Marcello Bonini Olas : Héraclius Ier, empereur de Byzance
- Isabella Dandolo : Alpaïde
- Federica Paccosi : Ragnétrude
- Gea Martire : Philliria
- Claudia Cavalcanti : Frédégonde
- John Karlsen : Corbus
- Lamberto Consani : Aubiac
- Mario Diano : Clodomir
- Giordano Falzoni : Humerius, le magicien herboriste d'Auxerre
- Antonio Marsina : Gontran
- Romano Puppo : Argobal
- Jean-Pierre Rambal : Cornelius
- Ippolita Santarelli : Lavinia
- Piero Del Papa : Lucius
- Salvatore Baccaro : le bûcheron, nommé ministre des forêts
- Percy Hogan : Ako
- Pietro Torrisi : Basilius
- Nello Pazzafini : un courtier de Dagobert
- Ennio Antonelli : un courtier de Dagobert
- Attilio Dottesio : un évêque
- Matteo Corsini :
- Moana Pozzi :
- Sabine Jager :
- Pietro Ceccarelli (it) :
- Gianclaudio Jabes :
- Angelo Susani : un soldat franc
- Fortunato Arena : un homme à la taverne (non crédité)
- Omero Capanna : un mercenaire (non crédité)
- Geretta Geretta : la charmeuse de serpents (non créditée)

## Production
Ce film est sans doute le plus discret de la filmographie de Coluche. Tourné fin 1983 en langue italienne, les acteurs principaux doubleront les voix en français pour la sortie du film en France.
Le film est tourné au moment de la grosse dépression de Coluche, consécutive au suicide de Patrick Dewaere (survenu en 1982) et à son divorce, et peu de temps après le tournage de Tchao Pantin. L'humour de Coluche semble ici lourd, parfois vulgaire pour une grande partie du public, et l'acteur semble cabotiner.
On retrouve dans ce film, aux côtés de Coluche, Michel Serrault, qui avait tourné avec lui dans Deux heures moins le quart avant Jésus-Christ (1982) de Jean Yanne. Coluche retrouvera Serrault en 1985 dans Les Rois du gag. Il retrouvera aussi Dino Risi, toujours dans l'un des rôles principaux, également en 1985 dans Le Fou de guerre, qui sera le dernier film de l'acteur.
Ce film ressemble beaucoup, par bien des aspects, au seul film réalisé par Coluche, Vous n'aurez pas l'Alsace et la Lorraine (1977). C'est aussi un film en costumes mais avec une attention particulière — rare sur les écrans pour la période mérovingienne — portée à la qualité des reproductions historiques des vêtements, coiffures, moyens de transport et décors.
Dans le générique de début, le nom de Michel Serrault est écrit et crédité en tant que « Michele Serrault ».

## Accueil

### Box-office
À l'issue de son exploitation en salles, le film attire 1 070 467 spectateurs en France.